# Анатолий (Ботнарь)
Архиепископ Анатолий (рум. Arhiepiscopul Anatolie, в миру Георгий Фомич Ботнарь, рум. Gheorghe Tomici Botnari; род. 3 мая 1950, с. Питушка, Каларашский район, Молдавская ССР, СССР) — епископ Русской православной церкви; архиерей Православной церкви Молдовы, архиепископ Кагульский и Комратский.
Тезоименитство — 23 апреля (мученика Анатолия Никомедийского).

## Биография
Родился 3 мая 1950 года в селе Питушка Каларашского района Молдавии, в семье псаломщика.
В 1967 году с медалью окончил среднюю школу и пытался поступить в Московскую духовную семинарию, но не был принят, поскольку власти запрещали поступать в семинарию несовершеннолетним.
С 1968 по 1970 год проходил срочную службу в рядах Советской армии.
В 1971 году поступил в Одесскую духовную семинарию, которую окончил в 1974 году.
3 марта 1974 года в Успенском кафедральном соборе Одессы митрополитом Одесским и Херсонским Сергием (Петровым) в был хиротонисан в сан диакона. 31 марта того же года в Успенском храме Одесского мужского монастыря тем же архиереем хиротонисан во священника.
По окончании семинарии Учебным комитетом Московского Патриархата был направлен в Кишинёвскую епархию для несения пастырского послушания.
С 1974 по 1975 год — настоятель Михайловской церкви села Кошкодены Лазовского района. С 1975 по 1998 год — настоятель Михайловской церкви села Абаклия Бессарабовского района.
В 1990 году согласно указу Патриарха Пимена к 400-летию Патриаршества на Руси за примерную пастырскую деятельность был возведён в сан протоиерея.
Овдовел. В 1998 году заочно окончил Московскую духовную академию.
17 июля 1998 года решением Священного Синода Русской православной церкви была создана Кагульская епархия, а митрофорный протоиерей Георгий Ботнарь был избран её правящим архиереем с последующим пострижением в монашество и возведением в сан архимандрита.
28 августа 1998 года за вечерним богослужением в кафедральном соборе великомученика Феодора Тирона в Кишинёве митрополитом Кишинёвским и всея Молдавии Владимиром (Кантаряном) был пострижен в монашество с именем Анатолий в честь мученика Анатолия Никомидийского.
30 августа того же года за Божественной литургией в том же соборе митрополитом Кишинёвским Владимиром был возведён в сан архимандрита.
12 сентября 1998 года в Троицком соборе Московского Данилова монастыря состоялась его хиротония во епископа Кагульского и Каушанского, которую совершили: Патриарх Московский Алексий II, митрополит Волоколамский Питирим (Нечаев), митрополит Кишиневский и всея Молдовы Владимир (Кантарян), архиепископ Солнечногорский Сергий (Фомин), архиепископ Истринский Арсений (Епифанов), епископ Бронницкий Тихон (Емельянов), епископ Орехово-Зуевский Алексий (Фролов) и епископ Дубоссарский Юстиниан (Овчинников).
6 октября 1999 года титул изменён на «Кагульский и Лапушнянский», с 7 октября 2004 года — на «Кагульский и Комратский».
16 мая 2021 года, за усердное служение Церкви, за богослужением в Храме Христа Спасителя, патриархом Московским и всея Руси Кириллом епископ Анатолий возведён в сан архиепископа.

## Награды
- наперсный крест (от патриарха Московского и всея Руси Пимена, ко дню Святой Пасхи 1984)
- палица (от патриарха Пимена, к 400-летию Патриаршества на Руси за примерную пастырскую деятельность в связи с возведением в протоиерейский сан, 1990)
- наперсный крест с украшениями и митра (от епископа Бендерского Викентия, в связи с 20-летием служения в священном сане, 1994)
- право служения Божественной литургии с отверстыми Царскими вратами до «Херувимской песни» (от митрополита Кишиневского и всея Молдавии Владимира, за проведение капитального ремонта храма, ко дню Святой Пасхи 1996)
- право служения Божественной литургии с открытыми царскими вратами до «Отче наш».
- Орден «Трудовая слава» (12 октября 2000) — за особые заслуги духовном и нравственном возрождении общества[5].
- орден святителя Иннокентия, митрополита Московского и Коломенского, II степени (2013)[6]
- Орден Святого благоверного князя Даниила Московского II степени (12 сентября 2023) — во внимание к служению и по случаю 25-летия архиерейской хиротонии[7]